# Szwadron Lekkiej Kawalerii mjr. Feliksa Mieczyńskiego
Szwadron Lekkiej Kawalerii mjr. Feliksa Mieczyńskiego – polski oddział kawalerii wchodzący w skład wojsk powstańczych okresu insurekcji kościuszkowskiej.

## Formowanie
Szwadron sformowany został na przełomie kwietnia i maja 1794 na terenie ziemi liwskiej przez mjr. Feliksa Mieczyńskiego. Jednostka miała wejść w skład legionu kawalerii księstwa mazowieckiego płk. Franciszka Rottenburga. Po wstrzymaniu kompletowania legionu gen. lejtn. Stanisław Mokronowski  powiadomił 9 maja Mieczyńskiego o podporządkowaniu jego szwadronu generałowi majorowi ziemi liwskiej Ignacemu Hryniewiczowi. 14 maja rozkaz okazał się nieaktualny, a szwadron pomaszerował  do Warszawy i podporządkowany został płk. Michałowi Sokolnickiemu.  Z powodu braku koni gen. lejtn. Józef Orłowski chciał zrezygnować z ukończenia kompletowania szwadronu, a umundurowanych ludzi wcielić do któregoś z istniejących pułków kawalerii, resztę zaś oddać piechocie. Wówczas Mieczyński poszukał protekcji i obiecał gen. lejtn. Antoniemu Madalińskiemu, któremu obiecał, że wejdzie z całym szwadronem na służbę do jego brygady w zamian za poparcie i pomoc w uzyskaniu koni od Komisji Porządkowej Ziemi Liwskiej. 9 lipca Madaliński interweniował u Orłowskiego w sprawie uchylenia decyzji o rozformowaniu szwadronu Mieczyńskiego. Orłowski uchylił swój rozkaz o rozformowaniu szwadronu. 1 sierpnia szwadron liczył 127 osób i 30 koni, a 16 września – 136 osób i 28 koni. Ponieważ Mieczyński ostatecznie nie zdołał zorganizować dostatecznej liczby koni, szwadron uległ w końcu rozformowaniu. 23 września 28 konnych przydzielono do jednostki kawaleryjskiej, a 47 pieszych, mimo umundurowania i uzbrojenia kawaleryjskiego, wcielono 13 października do batalionu strzelców płk. Sokolnickiego. Pozostałych około 50 ludzi odebrały inne jednostki. 

## Żołnierze szwadronu
Organizatorem i dowódcą szwadronu był były rotmistrz kawalerii narodowej mjr Feliks Mieczyński. Rotmistrzem został Aleksander Gradowski, pierwszym podporucznikiem (adiutantem)  był Jan Jaczewski, drugim – Jan Arkuszewski, trzecim – Tadeusz Wilkowski, a czwartym – Tomasz Rokossowskii.
Szeregowi rekrutowali się z drobnoszlacheckiej młodzieży. W spisach widnieją tylko 3 nazwiska nieszlacheckie: Szulc, Gusy i Chara.